# سیلورتون (تگزاس)
سیلورتون، تگزاس (به انگلیسی: Silverton, Texas) یک شهر در ایالات متحده آمریکا با جمعیت ۷۷۱ نفر است که در تگزاس واقع شده‌است.

## موقعیت جغرافیایی
موقعیت جغرافیایی شهرها و مناطق اطراف به شرح زیر است: